# Евангелическая конгрегационалистская церковь в Анголе
Евангелическая конгрегационалистская церковь в Анголе (порт. Igreja Evangélica Congregacional em Angola) — реформатская христианская конфессия в Африке.

## История
Американский совет уполномоченных по иностранным миссиям (ныне Объединенная церковь Христа в США) и Конгрегационалистская церковь в Канаде направили миссионеров и начали евангелизацию в Анголе. 11 ноября 1880 года — день прибытия его первых американских миссионеров в Олд-Бридж-Бенгела, Ангола. Руководителями этой миссии были Уильям Багстер (англ. William W. Bagster), Уильям Генри Сандерс (англ. William Henry Sanders) и первый чернокожий африканский миссионер в Анголе Сэмюэл Тейлор Миллер (англ. Samuel Taylor Miller).
В 1940 году была создана духовная школа для подготовки пасторов и служителей. Это привело к значительному росту и развитию церкви. В 1957 году деятельность Конгрегационалистских церквей Северной Америки была объединена и основан «Совет евангелических церквей Анголы».
В 1975 году, после обретения страной независимости, в Анголе разразилась гражданская война. Война разрушила инфраструктуру Анголы и нанесла серьёзный ущерб государственной администрации, экономическим предприятиям и религиозным учреждениям страны. Война вынудила иностранных миссионеров покинуть страну.
Церковь была разделена на две части; сельский и городской. Во время и после войны церковь оставалась разделенной на «Евангелическую конгрегационалистскую церковь в Анголе» и Евангелическую реформатскую церковь Анголы.
Церковь была признана правительством Анголы 24 января 1987 года на основании Исполнительного указа № 9/87 и Министерского приказа № 1 от 24 октября 2005 года Министерства юстиции.

## Современное состояние
Штаб-квартира церкви находится в Луанде. Церковь присутствует в 16 из 18 провинций Анголы. Церковь курирует 60 начальных и средних школ, медицинскую программу. Церковь — вторая старейшая протестантская конфессия в Анголе, насчитывает около 950 000 членов в 2800 общинах. Пасторы проходят обучение в Межконфессиональной семинарии в Уамбо.

## Доктрина
Несмотря на своё название, церковь исповедует пресвитерианские каноны:
- Апостольское вероучение
- Гейдельбергский катехизис
- Никейский Символ веры

## Межцерковные отношения
Церковь — член Всемирного сообщества реформатских церквей и Всемирного совета церквей. Установлены партнерские церковные отношения с Объединенной церковью Канады.